# Kay Mazzo
Kay Mazzo (Chicago, 17 gennaio 1946) è un'ex ballerina statunitense, prima ballerina del New York City Ballet dal 1969 al 1981.

## Biografia
Nata e cresciuta a Chicago, iniziò a studiare danza all'età di sei anni e a dodici fu ammessa alla School of American Ballet. Nel 1961 fu scritturata da George Balanchine nella sua compagnia Ballets USA e, nel 1962, si unì al New York City Ballet. Nel 1964 danzò il suo primo ruolo da protagonista ne Le Valse di Balanchine. Nel 1965 esordì al Teatro alla Scala durante una tournée della compagnia e, nello stesso anno, fu promossa al rango di solista; in questa veste iniziò a danzare in ruoli da ballerina principale, tra cui quello delle protagonista femminili del Liebeslieder Walzer e Tchaikovsky Pas de Deux di Balanchine e di Summerspace di Merce Cunningham.
Nel 1969 fu proclamata prima ballerina della compagnia e danzò nella prima assoluta di Dances at a Gathering di Jerome Robbins. Ereditò anche i ruoli di Suzanne Farrell (che aveva appena lasciato la compagnia), tra cui quello di Dulcinea in Don Chisciotte, "Diamons" in Jewels, Tersicore nell'Apollo, Titania in Sogno di una notte di mezza estate e altri ruoli principali di Symphony in C, Agon, Episodes e Movements for Piano and Orchestra. Nel 1970 danzò nelle prime mondiali di Suite No. 3 (Balanchine) e In the Night (Robbins), mentre nel 1972 Balanchine creò per lei i ruoli da protagonisti per tre balletti: Stravinsky Violin Concerto, Duo Concertant e Scherzo à la Russe. Il ritorno della Farrell nella compagnia nel 1975 ridusse il suo repertorio, anche se negli anni successivi avrebbe danzato in ruoli principali in altre tre prime assolute di Balanchine: Union Jack (1976), Vienna Waltzes (1977) e Robert Schumann's Davidsbündlertänze (1980). Nel 1980 danzò per l'ultima volta al Teatro alla Scala, ne Il pomeriggio di un fauno (Robbins) accanto a Helgi Tomasson.
Nel 1981 diede il suo addio alle scene dopo la nascita del figlio e, su invito di Balanchine, iniziò a insegnare alla School of American Ballet, diventandone vice-direttrice nel 1997 e direttrice dal 2018 al 2022.